# 피옴비노
피옴비노(이탈리아어: Piombino)는 이탈리아 토스카나주 리보르노도에 있는 코무네다.

## 역사
오늘날의 피옴비노 지역은 고대 시대 이래로 정착을 했던 곳이다. 에트루리아 시대 기간에는 오늘날의 피옴비노의 프라치오네인 포풀로니아가 이 지역 일대의 핵심 도시였다.
피옴비노라는 명칭은 그리스 해적들(서기 9세기경)에게 공격을 받은 도시 난민들이 당시 정착한 마을인 "작은 포풀로니아"를 뜻하는 포풀리노(Populino)에서 유래했을 것이다. 또한 동고트족의 지배 기간에 세워졌을 것이라는 가능성도 있다.
1022년 이 지역에 어부, 선원들에게 신망을 얻던 성 유스티니아누스 수도원이 세워졌다.

## 자매 도시
- 벨기에 플레말

## 같이 보기
- 피옴비노 후국